# The Film Foundation
The Film Foundation (TFF) – amerykańska organizacja non-profit powołana w 1990 przez Martina Scorsesego, wraz z Woodym Allenem, Robertem Altmanem, Francisem Fordem Coppolą, Clintem Eastwoodem, Stanleyem Kubrickiem, George’em Lucasem, Sydneyem Pollackiem, Robertem Redfordem i Stevenem Spielbergiem, zajmująca się ochroną, konserwacją i archiwizacją filmów w celu zapewnienia przetrwania amerykańskiego dziedzictwa filmowego.

## Misja fundacji

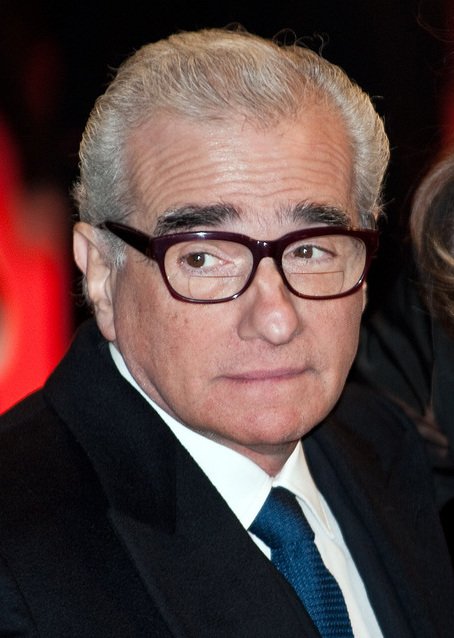
Martin Scorsese, Berlinale 2010

Martin Scorsese rozpoczął działania na rzecz ratowania filmów w latach 80. Podróżował po świecie i alarmował o konieczności konserwacji i renowacji filmów, których jakość pogarsza się z każdym rokiem, zanikają kolory i pogarsza się rozdzielczość. Film jest bardzo niestabilnym medium, podatnym na pogorszenie i zmiany. Niemal połowa filmów wyprodukowanych przed 1950 jest już stracona na zawsze i każdego dnia nowe filmy stają wobec tego samego losu, jeśli są niewłaściwie obsługiwane lub przechowywane. Nie wiadomo, ile zostało utraconych filmów krótkometrażowych, dokumentalnych, kronik filmowych, filmów eksperymentalnych i niezależnych. Czas i niewystarczające zasoby są powodami, które utrudniają odpowiednią dbałość o zachowanie kopii filmowych. Ilość materiału filmowego jest przytłaczająca a dbałość o jego zachowanie jest procesem ciągłym i dotyczy także filmów współczesnych. Oprócz konserwacji i archiwizacji, równie ważna jest edukacja o potrzebie zachowania filmów, jako części dziedzictwa kulturowego.
Scorsese, nagłaśniając te problemy, pozyskał wsparcie wielu reżyserów i twórców filmowych co doprowadziło do powstania w 1990 The Film Foundation. Obecnie stowarzyszenie jest światowym liderem w dziedzinie odtwarzania i konserwacji filmów. Sama fundacja nie przywraca fizycznie filmów, jej misją jest pozyskiwanie funduszy na ten cel i przekazywanie ich odpowiednim instytucjom na projekty konserwatorskie i archiwizację. Oferuje także pomoc logistyczną i prowadzi działalność promocyjną i logistyczną zarówno w zakresie filmów wymagających konserwacji, jak i już odrestaurowanych, a także ich archiwizacji.
TFF utworzyła Radę Doradczą Archiwistów (The Archivists Advisory Council) na czele której stanął Robert Rosen, dziekan Wydziału Teatru, Filmu i Telewizji na UCLA. Wśród archiwów i organizacji współpracujących znajdują się: George Eastman House (GEH), Biblioteka Kongresu (LOC), Museum of Modern Art (MoMA), UCLA Film & Television Archive (UCLA) oraz National Center for Film and Video Preservation utworzone przez American Film Institute (AFI). W kolejnych latach do rady dołączyli: Amerykańska Akademia Sztuki i Wiedzy Filmowej (AMPAS), Anthology Film Archives, BFI National Archive (BFI), Cineteca di Bologna i National Film Preservation Foundation (NFPF). W skład zarządu weszli kolejni reżyserzy: Paul Thomas Anderson, Wes Anderson, Curtis Hanson, Peter Jackson, Ang Lee i Alexander Payne.

Movies touch our hearts, awaken our vision, and change the way we see things. They take us to other places. They open doors and minds. Movies are the memories of our lifetime. We need to keep them alive.

## Osiągnięcia
Rada przygotowuje corocznie projekty określając i nadając priorytety filmom najbardziej potrzebującym pomocy. Zarząd fundacji dokonuje przeglądu wniosków i przydziela fundusze, biorąc pod uwagę kilka czynników, w tym kondycję fizyczną oraz kulturowe i historyczne znaczenie filmu.
The Film Foundation współpracując z archiwami i studiami filmowymi, pomogła odtworzyć ponad 800 filmów, które są dostępne dla publiczności poprzez promowanie ich na festiwalach, w muzeach i instytucjach edukacyjnych na całym świecie. W ramach fundacji powstał także projekt zajmujący się filmami wyprodukowanymi poza Stanami Zjednoczonymi. World Cinema Project przywrócił 31 filmów z 21 różnych krajów reprezentujących bogatą różnorodność światowego kina. Organizacja zbiera fundusze na projekty konserwatorskie m.in. poprzez wydarzenia takie jak American Movie Classic Film Preservation Festival.
The Film Foundation udziela wsparcia dla ponad 100 regionalnych archiwów, bibliotek i stowarzyszeń historycznych, które reprezentuje National Film Preservation Foundation. Dzięki temu TFF przyczynia się do zachowania zaniedbanych filmów: kroniki filmowych, filmów domowych, filmów tworzonych dla bibliotek i towarzystw historycznych, które są ważną dokumentacją naszych czasów.

Film jest istotną amerykańską formą sztuki. To amerykańska kultura i historia, dlatego musimy dbać o to. Ponadto w pewnym sensie filmy należą do społeczeństwa, a właściciele filmów mają zatem obowiązek ich ochrony i zachowania. (ang. Film is an essentially American art form. It’s American culture and history, which is why we have to take care of it. Also, in a sense films belong to the public, and the owners of the films therefore have an obligation to protect and preserve them.)

## Wsparcie dla reżyserów
TFF prowadząc działalność zwróciła uwagę na problemy z jakimi borykają się reżyserzy, których prawa niejednokrotnie są łamane. W 2002 TFF połączyło się Artists Rights Foundation, stowarzyszeniem założonym w 1991 z inicjatywy Stevena Spielberga, George’a Lucasa i agenta reprezentującego wielu aktorów, Michaela Ovitza. W konsekwencji zaowocowało to ścisłą współpracą z Directors Guild of America (DGA) organizacją reprezentującą twórcze i ekonomiczne prawa reżyserów i członków zespołu reżyserskiego zajmujących się filmem, telewizją, reklamami, filmami dokumentalnymi, wiadomościami, sportem i nowymi mediami. Współpraca z DGA pozwoliła rozszerzyć fundacji działalność i umożliwiło korzystanie z ich biur w Nowym Jorku i Los Angeles.

We are all of us custodians of our culture. Our culture defines not just who we are but what we were. Those of us who have labored a lifetime to create a body of work look to you for the preservation of that work in the form we chose to make it. I believe we have that right.

## Edukacja
W 2001 TFF zorganizowała dwudniową konferencję, na którą zaproszono filmoznawców, filmowców i naukowców z całego kraju, w celu opracowania najlepszego sposobu wprowadzenia badań nad filmem do klas szkolnych. Spotkanie odbyło się w Los Angeles na terenie kampusu UCLA. Dyskusja nie polegała na tym, czy należy nauczać technologii filmowej i ruchomego obrazu, ale w jaki sposób, a także jak lekcje programowe dostosować do istniejących standardów państwowych i krajowych.
W konkluzji wspólnego działania TFF stworzyła interdyscyplinarny program nauczania „The Story of Movies”, który ma pomóc uczniom lepiej zrozumieć język filmu, a także wprowadzić ich w klasyczne kino oraz kulturowe, historyczne i artystyczne znaczenie filmu. Od początku program ten, oprócz filmowców, kształtowali nauczyciele oraz krajowe organizacje edukacyjne: The National Council of Teachers of English, The National Council of Social Studies, The National Middle School Association, The International Reading Association.
„The Story of Movies” dostępny jest bezpłatnie dla nauczycieli do użytku w klasach w szkole średniej za pośrednictwem rejestracji w sieci Web. Wprowadzając młodych ludzi do kina klasycznego, program zachęca do uznania filmu za dzieło artystyczne kulturowy i historyczny, prowadząc do świadomości znaczenia praw artysty i potrzeby ochrony naszego dziedzictwa filmowego. Materiały dydaktyczne zawierają przewodnik dla nauczyciela, DVD z filmem oraz dodatkowe DVD z materiałem do zilustrowania pojęć wprowadzonych na lekcji. Do tej pory program był używany przez ponad 100 000 nauczycieli w ponad 40 000 szkół w całym kraju.

Aby być pisarzem, potrzebujesz długopisu. Aby być malarzem, pędzla. Aby być muzykiem, instrumentu. Ale aby być filmowcem, musisz współpracować z innymi, aby wprowadzić swoją wizję na płótno, które jest ekranem filmowym. (ang. To be a writer, you need a pen. To be a painter, a brush. To be a musician, an instrument. But to be a filmmaker, you need the collaboration of others to bring your vision to the canvas that is the movie screen.)

## Nagrody i wyróżnienia
W 2000 Film Foundation i jej fundator Martin Scorsese otrzymali nagrodę Preservation and Scholarship Award przyznawaną przez The International Documentary Association (IDA). Wręczenie odbyło się 27 października 2000 na XVI dorocznej gali Annual Distinguished Documentary Achievement Awards w Los Angeles Center Studios. Nagroda ta jest symbolem wsparcia IDA i uznania dla fundacji i jej członków, którzy przyczynili się do ogromnego wkładu w zachowanie historii przemysłu filmowego.
W 2014 Martin Scorsese otrzymał nagrodę Variety Creative Conscience za swoją pracę w The Film Foundation.

## Ważniejsze wydarzenia TTF

### Lata 1990–1999
| Rok  | Wydarzenia | Źródło |
| ---- | --- | ------ |
| 1990 | 1 maja reżyserzy: Martin Scorsese, Woody Allen, Francis Ford Coppola, Stanley Kubrick, George Lucas, Sydney Pollack, Robert Redford i Steven Spielberg, na konferencji prasowej w Creative Artists Agency w Beverly Hills ogłosili powołanie do życia The Film Foundation. | [ 2 ]  |
| 1991 | TFF sfinansowała swój pierwszy projekt konserwatorski. Pięć filmów z Republic Pictures zostało przekazanych do UCLA celem przywrócenia ich jakości: - Mafia (Force of Evil), reż. Abraham Polonsky (1948) - The Private Affairs of Bel Ami, reż. Albert Lewin (1947) - Ścigany (Pursued), reż. Raoul Walsh (1947) - Ramrod, reż. André De Toth (1947) - Kasztanek (The Red Pony), reż. Lewis Milestone (1949) | [ 1 ]  |
| 1992 | TFF sfinansowała przywrócenie Kasyno w Szanghaju (The Shanghai Gesture) (1941) w reż. Josefa von Sternberga w GEH. | [ 1 ]  |
| 1993 | Amerykańska stacja telewizyjna AMC, we współpracy z TFF, uruchamia pierwszy z cyklu „Film Preservation Festival” program zawierający wywiady z filmowcami i archiwistami oraz filmy przywrócone przez UCLA, m.in. Becky Sharp w reż. Roubena Mamouliana (1935). | [ 1 ]  |
| 1994 | Fred Zinnemann jako pierwszy został uhonorowany nagrodą John Huston Award, przyznawaną przez Artists Rights Foundation, w kategorii Artists Rights. | [ 17 ] |
| 1995 | International Federation of Film Archives (FIAF) gościł Martina Scorsesego, Clinta Eastwooda, George’a Lucasa i Stevena Spielberga oraz Petera Bogdanovicha, Charlesa Burnetta i Norę Ephron, w AMPAS, w panelu dyskusyjnym o zachowaniu i archiwizacji filmów. Steven Spielberg otrzymuje nagrodę John Huston Award w kategorii Artists Rights.                                                              | [ 1 ]  |
| 1996 | Hollywoodzkie Stowarzyszenie Prasy Zagranicznej (HFPA) miało swój pierwszy wkład w działalność TFF, który sfinansował renowację filmu z 1963 Shock Corridor w reż. Samuela Fullera oraz filmu z 1953 Bigamista (The Bigamist) w reż. Idę Lupino, przez na UCLA. Martin Scorsese otrzymał nagrodę John Huston Award w kategorii Artists Rights.                                                                | [ 1 ]  |
| 1997 | TFF sfinansował nowo powstałą National Film Preservation Foundation (NFPF), organizację utworzoną przez Kongres Stanów Zjednoczonych, w celu zachowania zapomnianych filmów. | [ 18 ] |
| 1998 | TFF sfinansował przywrócenie filmu z 1912 Nędznicy (Les Misérables) w reż. Franka Lloyda w GEH. TFF był gospodarzem panelu poświęconego filmowaniu na UN World Television Forum, z udziałem: Gillian Armstrong, Olivier Assayas, Masato Harada, Sidney Lumet, Dariush Mehrjui i Giuseppe Tornatore, moderowanym przez Roberta Rosen’a.                                                                        | [ 1 ]  |
| 1999 | TFF sfinansował przywrócenie filmu z 1959 Cienie (Shadows) w reż. Johna Cassavetesa na UCLA. Na światowej premierze filmu Oczy szeroko zamknięte Terry Semel i Robert Daly z Warner Bros. zadeklarowali wsparcie finansowe dla projektu konserwacyjnego filmów jednego z założycieli TFF, Stanleya Kubricka.                                                                                                  | [ 1 ]  |

### Lata 2000–2009
| 2000 | TFF rozpoczął rozwijać program edukacyjny The Story of Movies we współpracy z Artists Rights Foundation. Została powołana DGA-MPI Conservation Collection, aby zachować filmy na taśmie 35 mm, sygnowane przez Directors Guild of America (DGA). Sydney Pollack otrzymał nagrodę John Huston Award w kategorii Artists Rights. | [ 1 ] |
| 2001 | TFF sfinansował konserwację filmu z 1955 Noc myśliwego (The Night of the Hunter) w reż. Charlesa Laughtona oraz filmu dokumentalnego Charles Laughton Directs „The Night of the Hunter”, przez UCLA, na którym znajdują się dwie i pół godziny rzadkiego materiału, zarchiwizowanego przez Roberta Gitta. TFF sfinansował renowację filmu z 1957 Twarz w tłumie (A Face in the Crowd) w reż. Elia Kazana w UCLA i filmy z 1943 Cień wątpliwości (Shadow of a Doubt) w reż. Alfreda Hitchcocka przez LOC. | [ 1 ] |
| 2002 | TFF skonsolidował współpracę z Artists Rights Foundation. Elliot Silverstein otrzymuje nagrodę John Huston Award w kategorii Artists Rights. | [ 1 ] |
| 2003 | Powołany został projekt The Avant-Garde Masters Grant finansowany przez TFF i administrowany przez NFPF, jako pierwszy grant przeznaczony wyłącznie na konserwację amerykańskich filmów eksperymentalnych. W tym cyklu zachowały się dzieła George’a i Mike’a Kucharów oraz film z 1950 Rabbit's Moon w reż. Kennetha Angera, których renowacja na ULCA została sfinansowana. Magazyn Vanity Fair i TFF rozpoczęli cykl wywiadów „Reel Talk”. Robert Redford wygłosił wykład na 16th Annual Nancy Hanks Lecture podczas Arts and Public Policy w Kennedy Center. TFF i Americans for the Arts byli współorganizatorami tego wydarzenia, a także inicjatorami pokazu niemego filmu z 1927 Najlepsza dziewczyna (My Best Girl) w reż. Sama Taylora, odrestaurowanego przez UCLA, z towarzyszeniem kompozytora Donalda Sosina na fortepianie. Curtis Hanson otrzymał nagrodę John Huston Award w kategorii Artists Rights. | [ 1 ] |
| 2004 | TFF sfinansował renowację filmu z 1951 Rzeka (The River) w reż. Jeana Renoira w Akademii. Robert Altman i Buck Henry dyskutowali o filmie i polityce w DGA New York Theater w ramach „Reel Talk”. Bertrand Tavernier otrzymał nagrodę John Huston Award w kategorii Artists Rights. | [ 1 ] |
| 2005 | TFF sfinansował renowację filmów z 1911 The Indian Raid i Attack of the Indians w GEH, dzieł Jamesa Younga Deera, pierwszego indiańskiego reżysera w historii kinematografii. | [ 1 ] |
| 2006 | TFF i włoski dom mody Gucci ogłosili współpracę w ramach projektu "Cinema Visionaries", która ma na celu sfinansowanie renowacji filmu z 1974 Kobieta pod presją (A Woman Under the Influence) w reż. Johna Cassavetesa na UCLA. Pierwszy coroczny Annual Rome Film Festival zaprosił TFF, podczas którego zorganizowano spotkanie z Martinem Scorsesem na temat konserwacji filmów oraz odbył się specjalny pokaz filmu z 1939 Myszy i ludzie (Of Mice and Men) w reż. Lewisa Milestone’a, który został odrestaurowany na UCLA. TFF, Akademia i Twentieth Century Fox rozpoczęli współpracę, aby przywrócić film z 1945 ''Zostaw ją niebiosom'' (Leave Her to Heaven) w reż. Johna M. Stahla i film z 1939 Bębny nad Mohawkiem (Drums Along the Mohawk) w reż. Johna Forda. The Hollywood Film Festival nagrodził TFF, za przywracanie życia filmom, Preservation Award podczas 10th Annual Hollywood Awards.          | [ 1 ] |
| 2007 | TFF, DGA i Franco American Cultural Fund ogłosili nowe partnerstwo w celu przywrócenie amerykańskich filmów i finansując film z Pandora i Latający Holender (Pandora and the Flying Dutchman) w reż. Alberta Lewina, w GEH. TFF i American Express ogłosili program przeglądu konserwatorskiego, dzięki któremu odrestaurowane klasyki będą dostępne na festiwalach filmowych w całej Ameryce Północnej. Scorsese został kuratorem programów „In Glorious Technicolor” i „New American Cinema”, w ramach których zostaje odrestaurowany dokumentalny film z 1976 Lost, Lost, Lost w reż. Jonasa Mekasa, przez Anthology Film Archives. TFF powołał Conservation Collection, w celu archiwizacji 35mm taśmy każdego filmu odtworzonego lub zakonserwowanego z finansowaniem TFF. | [ 1 ] |
| 2008 | TFF i Gucci’s program Cinema Visionaries sfinansowali przywrócenie filmu z 1955 Przyjaciółki (Le amiche) w reż. Michelangelo Antonioniego, przez Cineteca di Bologna. TFF ustanowił The Zinnemann Fund w celu ochrony praw autorskich reżyserów. Robert Rosen otrzymał nagrodę John Huston Award w kategorii Artists Rights. | [ 1 ] |
| 2009 | Classic Film Festival organizowany przez Turner Classic Movies (TCM) inaugurację poświęcił działalności TFF. Pokaz w Cannes, odrestaurowanego przez UCLA, filmu z 1948 Czerwone trzewiki (The Red Shoes) w reż. Michaela Powella, Emerica Pressburgera, poprzedzony występem Martina Scorsesego i Thelmy Schoonmaker-Powell. | [ 1 ] |

### Lata 2010–2018
| 2010 | Pokaz w Cannes, odrestaurowanego przez Cineteca di Bologna, filmu z 1948 Lampart (Il gattopardo) w reż. Luchino Visconti, ze specjalnymi gośćmi Claudią Cardinale i Alainem Delonem. TFF uruchowił akcję „1 Frame, 1 Dollar”, gdzie widzowie mogą przekazać 1 $ na trwające projekty odtworzeniowe TFF według własnego wyboru. Film z 1948 List od nieznajomej (Letter from an Unknown Woman) w reż. Maxa Ophülsa został odrestaurowany przez UCLA, w ramach projektu TFF/Amex Preservation Screening Program „20 Years/20 Films” jako jeden z 20. filmów przywróconych do życia w ciągu ostatnich 20 lat. | [ 1 ]         |
| 2011 | Premierowy pokaz, odrestaurowanego filmu z 1943 Życie i śmierć pułkownika Blimpa (The Life and Death of Colonel Blimp) w reż. Michaela Powella, Emerica Pressburgera, podczas „To Save and Project” w ramach Festival of Film Preservation w MoMA. TFF i TCM uruchomili „Scorsese Screens” w przewodniku Now Playing i na TCM.com, zawierające rekomendacje filmowe Martina Scorsesego na dany miesiąc. | [ 1 ]         |
| 2012 | TFF sfinansował renowację, przez BFI, trzech filmów w reż. Alfreda Hitchcocka: z 1925 Ogród rozkoszy (The Pleasure Garden), z 1927 Lokator (The Pleasure Garden) oraz z 1929 Szantaż (Blackmail), w ramach projektu „Save the Hitchcock 9.”. TFF, TCM i Sony Pictures Home Entertainment udostępnili Columbia Pictures Film Noir Classics III i Frank Capra: The Early Collection w ramach serii „Collector’s Choice”. The Alamo Drafthouse odbył się specjalny pokaz prezentujący osiem filmów odnowionych dzięki funduszom TFF. W Cannes odbył się premierowy pokaz, odrestaurowanego filmu z 1984 Dawno temu w Ameryce (Once Upon a Time in America) w reż. Sergio Leone, poprzedzony spotkaniem z Robertem De Niro, Jamesem Woodsem, Elizabeth McGovern, Jennifer Connelly i kompozytorem Ennio Morricone. Premierowy pokaz odrestaurowanego filmu z 1972 Sprawa Mattei (Il caso Mattei) w reż. Francesco Rosi podczas 69th Venice International Film Festival. | [ 1 ]         |
| 2013 | Martin Scorsese jako pierwszy filmowiec został zaproszony przez National Endowment for the Humanities do wygłoszenia wykładu na Kennedy Center for the Arts w Waszyngtonie. TFF, Gucci i Warner Bros sfinansował restaurację filmu z 1972 Buntownik bez powodu (Rebel Without a Cause) w reż. Nicholasa Raya, którego premierowy pokaz odbył się w LACMA poprzedzony wystąpieniem Leonardo DiCaprio. VICE Media zaprezentował specjalną serię projekcji filmów, odnowionych przez TFF, w kinie Nitehawk Cinema w Williamsburgu na Brooklynie, m.in.: Słodkie życie (1960), Noc myśliwego (1955), Ścieżki chwały (1957), Kobieta pod presją (1974). Fundacja Annenberg, TFF i LACMA sfinansowali renowację, przez Cineteca di Bologna, czterech filmów reżyserowanych przez Agnes Vardę: filmu z 1968 Czarne pantery (Black Panthers), filmu z 1969 Lwia miłość (Lions Love’), filmu z 1981 Murmury (Mur murs’), filmu z 1967 Wujek Yanco (Oncle Yanco), które zostały zaprezentowane przez LACMA podczas wystawy „Agnes Varda in Californialand”. | [ 1 ]         |
| 2014 | Premiera projektu Martin Scorsese Presents: Masterpieces of Polish Cinema w Film Society of Lincoln Center. Reżyser Krzysztof Zanussi przedstawił swój film z 1977 Barwy ochronne w ramach imprezy inauguracyjnej. Seria zawiera 21 odrestaurowanych klasycznych polskich filmów, które zostały zaprezentowane w 30 miastach w Ameryki Północnej. | [ 1 ]         |
| 2015 | Premierowe pokazy dwóch odrestaurowanych filmów Murzynka pani X (La Noire de...) w reż. Ousmane Sembène (1966) i Insiang w reż. Lino Brocka (1976) oraz filmu Alyam, alyam w reż. Ahmeda El Maanouni podczas Seattle International Film Festival. Wszystkie trzy filmy otwierały TFF’s World Cinema Project (WCP). The UCLA Festival of Preservation zaprezentowało trzy filmy odrestaurowane dzięki wsparciu TFF i HFPA: Długa podróż do domu (The Long Voyage Home) w reż. Johna Forda (1940), Her Sister's Secret w reż. Edgara G. Ulmera (1946) oraz Brandy in the Wilderness w reż. Stantona Kayea (1969). Podczas São Paulo International Film Festival zostało wyświetlonych 25 filmów odrestaurowanych przez TFF. 20th Century Fox współpracował z TFF i Akademią w celu przywrócenia filmu z 1978 Niebiosa mogą zaczekać (Heaven Can Wait) w reż. Warrena Beatty i Bucka Henry. TFF’s WCP oraz Film Heritage Foundation, Cineteca di Bologna, L’Immagine Ritrovata i FIAF przebywali przez tydzień w Bombaju w ramach Film Preservation and Restoration School. TFF wspierała NYU Audiovisual Preservation Exchange (APEX) w Buenos Aires. | [ 1 ]         |
| 2016 | Premierowy pokaz odrestaurowanego filmu z 1937 Droga powrotna (The Road Back) w reż. Jamesa Whale podczas Berlinale. WCP wspierała Film Heritage Foundation’s Film Preservation & Restoration Workshop India 2016 w Pune. MoMA zaprezentowała odrestaurowany film z 1930 Her Man w reż. Taya Garnetta. Pokaz trzech odrestaurowanych filmów w ramach Cannes Classics: Dwa oblicza zemsty (One-Eyed Jacks) w reż. Marlona Brando (1961), Opowieści księżycowe (Ugetsu monogatari) w reż. Kenji Mizoguchi (1953) oraz Wspomnienia (Memorias del subdesarrollo) w reż. Tomása Gutiérreza Alea (1968). Film z 1976 The Memory of Justice w reż. Marcela Ophülsa otrzymał nagrodę Best Archive Restoration & Preservation Project or Title przyznawaną w ramach FOCAL International Awards. AMIA we współpracy z Alamo Drafthouse, TFF, Boston Light & Sound i Kodak zorganizowali trzydniowy warsztat projekcyjny w Austin w Teksasie. Premierowy pokaz odrestaurowanego filmu z 1978 Drzewo na saboty w reż. Ermanno Olmiego oraz dziewięciu innych filmów przygotowanych przez TFF podczas Il Cinema Ritrovato. TFF sfinansował konserwację film z 1968 Noc żywych trupów przy współudziale reżysera George’a A. Romera. WCP zaprezentował odrestaurowany film z 1968 Wspomnienia podczas festiwalu El Festival de Cine de la Habana na Kubie. | [ 1 ]         |
| 2017 | TFF sfinansował renowację zapomnianych filmów kina afrykańskiego. TFF wspierał The Classics Film Fest, który odbył się w dniach 10–13 listopada w Bogocie. | [ 19 ] [ 20 ] |
| 2018 | Martin Scorsese i Paramount Pictures sfinansowali renowację 30 filmów, wyprodukowanych przez studio Republic Pictures, przez Museum of Modern Art’s. | [ 21 ]        |